# Nagytilaj
Nagytilaj è un comune dell'Ungheria di 183 abitanti (dati 2001). È situato nella contea di Vas.